# Enrico Cardoso Nazaré
Enrico Cardoso Nazaré (oftast kallad Enrico), född 4 maj 1984 i Belo Horizonte, är en brasiliansk tidigare fotbollsspelare (mittfältare).

## Karriär
Enrico spelade för de brasilianska klubbarna Atlético Mineiro och Ipatinga innan han värvades till den svenska klubben Djurgårdens IF sommaren 2006. År 2009 flyttade Enrico tillbaka till Brasilien då han skrev kontrakt med den brasilianska klubben Vasco da Gama i Rio de Janeiro. Under sina nästan sex år i landet spelade han även för klubbar som Coritiba, Ceará och Ponte Preta. Under sommaren 2014 återvände Enrico till Europa och denna gång för att spela i de grekiska klubbarna Apollon Smyrnis och Iraklis. Ett år därefter flyttade Enrico tillbaka till Sverige för att spela för Huddinge och Enskede, båda klubbar från Stockholm.

## Titlar
Ipatinga
- Statliga Mästerskapet av Minas Gerais 2005

Vasco da Gama
- Brasilianska Mästerskapet - Serie B 2009
- Brasilianska Cup 2011

Coritiba
- Statliga Mästerskapet av Paraná 2010
- Brasilianska Mästerskapet - Serie B 2010